# Eastern-Air-Lines-Flug 537
Am 1. November 1949 kollidierte eine Douglas DC-4 auf dem Eastern-Air-Lines-Flug 537 mit einer Lockheed P-38 Lightning, die sich auf einem Testflug der bolivianischen Luftwaffe befand. Die Kollision ereignete sich gegen 11:46 Uhr Ortszeit, rund achthundert Meter südwestlich der Schwelle der Landebahn 03 des Washington National Airports in einer Höhe von etwa 300 Fuß (100 Meter). Bei dem Flugunfall kamen alle 55 Insassen der DC-4 ums Leben, der Testpilot der P-38 wurde schwer verletzt. Unter den Opfern waren der Kongressabgeordnete George J. Bates, die Cartoonistin der Zeitschrift The New Yorker Helen Hokinson und der frühere Kongressabgeordnete Michael J. Kennedy.

## Unfallhergang
Die Douglas DC-4 (Kennzeichen: N88727) der Eastern Air Lines führte einen Linienflug von Boston, Massachusetts nach Washington, D.C. durch. An Bord befanden sich 51 Passagiere und vier Besatzungsmitglieder. Die vom bolivianischen Militärpiloten Erick Rios Bridaux gesteuerte Lockheed P-38 (Kennzeichen: NX-26927) absolvierte einen Testflug vor Auslieferung an die Fuerza Aérea Boliviana.
Die an dem Tag diensthabende Besatzung des Towers sagte aus, dass die P-38 von der Startbahn 03 abgehoben hatte, nördlich des Pentagon eine Linkskurve nahm, über Arlington kreiste und dann wegen Triebwerksproblemen zurückgekehrt war und um Landeerlaubnis gebeten hatte. Der Fluglotse wies den bolivianischen Piloten an, in eine linke Platzrunde einzudrehen. Dieser flog jedoch auf die Südseite des Flughafens und kurvte in einen langen direkten Landeanflug ein, zur selben Zeit wie die DC-4 ihren kürzeren Endanflug begann. Der Fluglotse funkte die Besatzung des Zivilflugzeugs an und befahl nach links abzudrehen. Die DC-4 begann mit der Linkskurve, als die P-38, welche deutlich schneller flog, die Verkehrsmaschine etwa 800 Meter südwestlich der Schwelle der Landebahn 3 einholte.
Die DC-4 wurde durch den linken Propeller der P-38 direkt vor der Kante des Flügels auseinandergerissen. Die hintere Sektion des Flugzeuges stürzte auf das westliche Ufer des Potomac River; andere Teile wurden später auf dem Betriebshof der Potomac Railroad und einem Highway in der Nähe gefunden. Der vordere Teil des Flugzeuges fiel in den Fluss, ebenso wie die Lockheed P-38.

## Unfalluntersuchung
Erick Rios Bridaux, der Pilot der P-38, widersprach vor den Ermittlern des Civil Aeronautics Boards (CAB) einem Großteil der Aussagen der Towerbesatzung. Er gab an, dass er nicht von der Startbahn 03, sondern von der Startbahn 36 abgehoben hätte. Zudem sei er unter dem Rufzeichen Bolivian 927 in stetigem Kontakt mit dem Tower gewesen und ihm wäre eine konkrete Freigabe zur Landung auf der Bahn 03 erteilt worden. Die Aussage der Fluglotsen auf dem Tower und eines militärischen Controllers, der dem Funkverkehr auf der Frequenz auf der Bolling Air Force Base folgte, sowie einige andere Widersprüche in Rios’ Aussage führten dazu, dass das CAB die Version des P-38-Piloten verwarf. Weil Rios gut Englisch sprach und verstand, wurde nicht angenommen, dass Sprachschwierigkeiten bei dem Flugunfall eine Rolle gespielt haben.
Das CAB stellte fest, dass die primären vermutlichen Ursachen des Unfalls die Entscheidung des Piloten, ohne korrekte Landeerlaubnis zu landen und seine ungenügende allgemeine Wachsamkeit bei Ausschauhalten nach dem übrigen Luftverkehr waren. Das CAB fand auch, dass die Lotsen auf dem Flughafentower es versäumt hatten, die Piloten der Douglas DC-4 früher über die sich entwickelnde kritische Situation zu informieren. Der Bericht stellte jedoch fest, dass es aufgrund der Position der P-38 selbst im Falle einer früheren Warnung an die Zivilpiloten zu spät gewesen sein könnte die Kollision zu vermeiden, weil die Aktionen von Rios ihnen nur einige Sekunden zum Abdrehen gelassen hätten.